# Гохо гірський
Го́хо гірський (Agriornis montanus) — вид горобцеподібних птахів родини тиранових (Tyrannidae). Мешкає в Південній Америці.

## Опис
Довжина птаха становить 23-25 см. Верхня частина тіла сірувата була, обличчя білувате, крила темно-коричневі. Хвіст переважно білий, помітний в польоті, центральна пара стернових пер чорна. Горло біле, поцятковане коричневими смужками, груди і боки попелясто-коричневі, живіт білуватий. Очі жовтуваті, дзьоб великий, гачкуватий, чорний. Південні підвиди (що мешкають південніше Болівії) мають менш білий хвіст, а їх очі тьмяніші. У молодих птахів дзьоб біля основим світліший.

## Підвиди
Виділяють шість підвидів:
- A. m. solitarius Sclater, PL, 1859 — Колумбія і Еквадор;
- A. m. insolens Sclater, PL & Salvin, 1869 — Перу;
- A. m. intermedius Hellmayr, 1927 — захід Болівії (Ла-Пас, Оруро) і північ Чилі (Тарапака);
- A. m. montanus (d'Orbigny & Lafresnaye, 1837) — південь і схід Болівії, північний захід Аргентини (від Жужуя до Тукумана і Ла-Ріохи);
- A. m. maritimus (d'Orbigny & Lafresnaye, 1837) — центральне і південне Чилі, центральний захід і південний захід Аргентини (від заходу Мендоси до заходу Санта-Круса), центральна Аргентина (до Буенос-Айреса на південь, Плато Сомункура[es]);
- A. m. fumosus Nores & Yzurieta, 1983 — центральна Аргентина (Сьєрра-де-Кордова[en]).

## Поширення і екологія
Гірські гохо мешкають в Андах від Колумбії на півночі до Вогнягної Землі на півдні, а також в Патагонії. Бродячі птахи час від часу з'являються на Фолклендських островах. Гірські гохо живуть у високогірних чагарникових заростях, на гірських луках і пасовищах, в Пуні і парамо. Вони живуть на висоті від 2000 до 4500 м над рівнем моря. Найпівденніші популяції гірських гохо в негніздовий період мігрують на північ.

## Поведінка
Гірські гохо зазвичай живуть поодинці. Вони полюють на великих комах, дрібних ссавців, ящірок, земноводних, іноді їдять насіння. Виглядають здобич з високого сідала, розташованого на камені або на дереві, звідки пікірують вниз. Можуть бігати по землі.

## Галерея

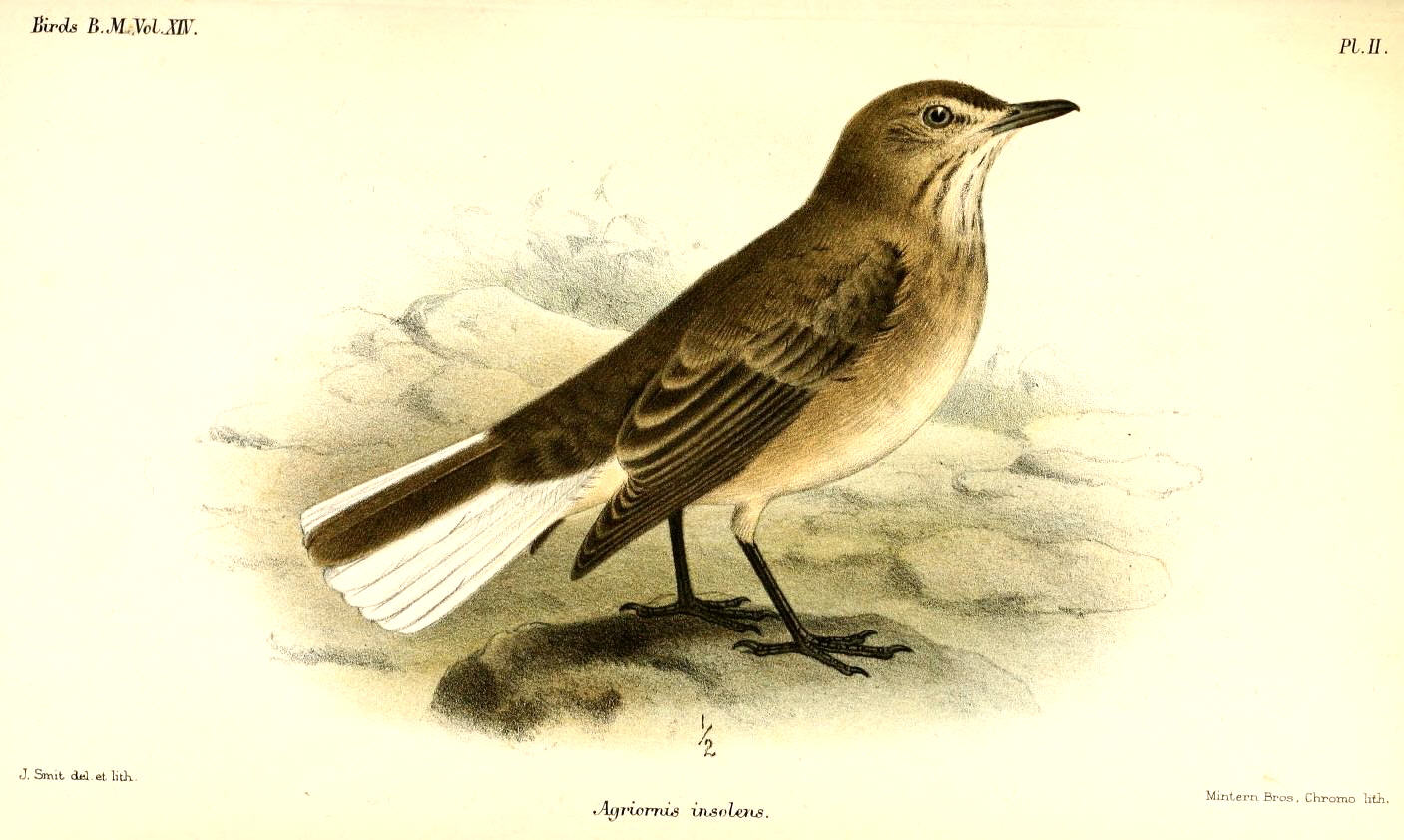
Малюнок гірського гохо (підвид A. m. insolens, автор Йозеф Сміт, 1888 рік)
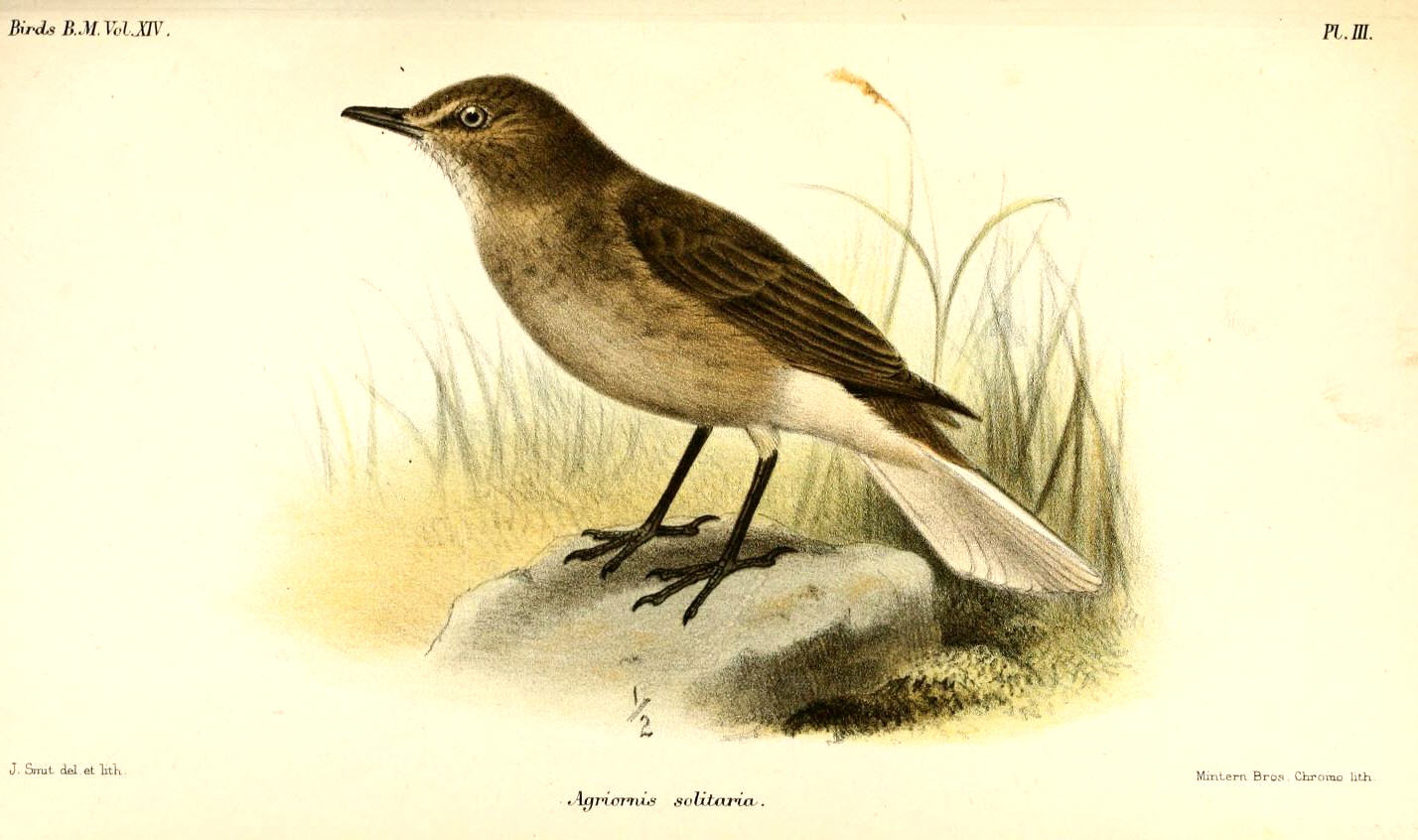
Малюнок гірського гохо (підвид A. m. solitarius, автор Йозеф Сміт, 1888 рік)